# Tripetalocera ferruginea
Tripetalocera ferruginea är en insektsart som beskrevs av John Obadiah Westwood 1834. Tripetalocera ferruginea ingår i släktet Tripetalocera och familjen torngräshoppor. Inga underarter finns listade i Catalogue of Life.